# Vicente Noble
Vicente Noble é um município da República Dominicana pertencente à província de Barahona.
Sua população estimada em 2012 era de 11 738 habitantes.